# Reljef Danxia
Danxia reljef (kineski: 丹霞地貌, pinyin: dānxiá dìmào, što znači "isklesani purpurni oblaci") je naziv za jedinstvene geomorfološke kineske krajolike strmih stijena od slojeva sedimentnog crvenog pješčenjaka. Ovaj reljef je osobit za jugoistočnu i jugozapadnu Kinu, a nastao je endogenim silama (poput orogenog uzdizanja tektonskih ploča) i eksogenim silama (abrazija ili erozija), većinom u razdoblju krede. 
Reljef Danxia podsjeća na vapnenački krš, no kako je riječ o sedimentnim stijenama, naziva se i "pseudo-krške" tvorevine. "Mlade" tvorevine se odlikuju dubokim i uskim dolinama, dok "starije" postaju šire s izoliranim tornjevima i grebenima. Najpoznatiji primjer je Planina Danxia (丹霞山), po kojoj je ova vrsta reljefa dobila ime. Ona se odlikuje brojnim špiljama različitih veličina i oblika, koje su, za razliku od vapnenačkih dubokih i povezanih špilja, uglavnom plitke i izolirane.
Kineski Danxia reljef je zbog toga upisan na UNESCO-ov popis mjesta svjetske baštine u Aziji i Oceaniji 2010. godine.

## Popis lokaliteta
Zaštićeno je šest lokaliteta u suptropskom pojasu jugozapadne Kine, u nekoliko kineskih pokrajina. Oni se odlikuju veličanstvenim crvenim liticama i velikim brojem oblika stijena, kao što su dramatični prirodni stupci, klanci, doline i slapovi. Brdoviti krajolik je svojom nepristupačnošću pridonio zaštiti suptropskih širokolisnih zimzelenih šuma u kojima obitava veliki broj biljaka i životinja, od kojih se oko 400 vrsta smatra rijetkima ili ugroženima. Ti lokaliteti, ukupne površine od 73945 ha, su:
| Slika                            | Ime                                                                            | Veličina   | Lokacija                            | Koordinate                                      | Odlike |
| -------------------------------- | ------------------------------------------------------------------------------ | ---------- | ----------------------------------- | ----------------------------------------------- | --- |
| Naslage danxia                   | Zapadni Chishui (kineski: 赤水市; pinyin: chìshǔi, što znači "Crvene stijene") | 101,42 km² | Kineska pokrajina Guizhou           | 28°22′11″S 105°47′39″E / 28.36972°S 105.79417°E | |
|                                  | Istočni Chishui (所各邑村)                                                     | 172,22 km² | Kineska pokrajina Guizhou           | 28°25′19″S 106°02′33″E / 28.42194°S 106.04250°E | |
| Hram ganlu na stijenama Taininga | Sjeverni Taining (泰宁, Tàiníng)                                               | 52,77 km²  | Županija Sanming (Fujian)           | 26°51′56″N 117°13′07″E / 26.86556°N 117.21861°E | |
| Samostan Alshaa                  | Langshan (狼山, Láng Shān)                                                     | 66 km²     | Županija Alxa (Unutarnja Mongolija) | 26°20′24″N 110°46′45″E / 26.34000°N 110.77917°E | |
| Yangyuanshi                      | Planina Danxia (天生三橋, Danxiashan)                                          | 168 km²    | Kineska pokrajina Guangdong         | 24°57′55″N 113°42′12″E / 24.96528°N 113.70333°E | Planina je slavni UNESCO-ov geopark slavnih crvenih stijena raunolikih oblika i veličina. Na slikovitoj planini je izgrađen i veliki broj hramova, a kroz nju prolazi rijeka kojom brodovima posjetitelji mogu uživati u krajoliku. Naslavnije tvorevine su Yangyuan ("Očeva stijena") koja podsjeća na falus, te Yinyuan špilja koja donekle podsjeća na vaginu. |
| Lónghŭ Shān                      | Planina zmajeva tigra (芙蓉洞, Lónghŭ Shān)                                    | 27,4 km²   | Jiangxi                             | 28°04′15″N 116°59′05″E / 28.07083°N 116.98472°E | Planina je sveta kao jedno od mjesta gdje je nastao taoizam, te na njezinim liticama ima mnogo hramova od kojih je najslavniji Zhengyi Dao. Planina je također i mjesto pokopa naroda Guyue koji su svoje mrtve smještali u lijesove koje su vješali visoko na liticama stijena, tzv. "viseći lijesovi".                                                          |
| Lónghŭ Shān                      | Guifeng (贵風)                                                                 | 27,4 km²   | Županija Yingtan (Jiangxi)          | 28°19′03″N 117°25′10″E / 28.31750°N 117.41944°E | Guifeng je dio planine Longu, a njegovo ime znači "plemeniti vjetar", čime se vjerojatno aludiralo na način nastanka njegovih stijena |
| Yushishan                        | Planina Jianglang (芙蓉洞, Jianglangshan)                                      | 61 km²     | Županija Quzhou (Zhejiang)          | 28°22′11″N 105°47′39″E / 28.36972°N 105.79417°E | Tri njezina vrha tvore vijugavi uzorak, poput rijeke: Lang Feng, Ya-feng, i Feng. Vrh Lang ima visinu od 816,8 m. |

## Vanjske poveznice
- Službena stranica danxia reljefa (engl.)